# Edwin Morgan
Edwin George Morgan (Glasgow, Escocia, 27 de abril de 1920 – 19 de agosto de 2010) fue un poeta y traductor escocés asociado con el Renacimiento escocés y uno de los poetas escoceses más destacados del siglo XX. En 1999, Morgan fue nombrado el primer poeta laureado de Glasgow. En 2004 fue nombrado primer Makar o Poeta Nacional de Escocia.
Desde el soneto tradicional hasta el verso libre, de lo épico hasta lo absurdo y lúdico; y ya sea que se dedique a  explorar viajes interestelares, viajes en el tiempo o a explorar los desarrollos tecnológicos contemporáneos, la diversidad de voces de Morgan es su atributo definitorio.

## Biografía
Morgan nació en Glasgow y creció en Rutherglen, hijo de una pareja presbiteriana. Siendo niño convenció a sus padres para que financiaran su membresía en varios clubes de lectura en Glasgow. El Faber Book of Modern Verse (1936) fue una «revelación» para él, dijo más tarde.
Morgan ingresó en la Universidad de Glasgow en 1937. Allí estudió francés y ruso, a la vez que aprendió de forma autodidacta el italiano y el alemán. Después de interrumpir sus estudios para servir en la Segunda Guerra Mundial en el Cuerpo Médico del Ejército, Morgan se graduó en 1947 y se convirtió en profesor en la universidad. Trabajó allí hasta su jubilación como profesor titular en 1980.
Morgan se identificó por primera vez como hombre gay en Nothing Not Giving Messages: Reflections on his Work and Life (1990). Antes, había escrito muchos poemas de amor famosos, entre ellos "Strawberries" y "The Unspoken", en los que el objeto de amor no tenía género; esto se debió en parte a la censura de la época, pero también a un deseo de universalizarlos, como dejó claro en una entrevista con Marshall Walker. 
Al final de su vida, Morgan alcanzó una nueva notoriedad después de colaborar con la banda escocesa Idlewild en su álbum The Remote Part.
Edwin Morgan vivió los últimos años de su vida en una residencia para ancianos. Desde allí publicó su último poemario, en abril de 2010, titulado Dreams and Other Nightmares.
El 19 de agosto de 2010, Edwin Morgan murió de neumonía en Glasgow a la edad de 90 años.

## Poesía

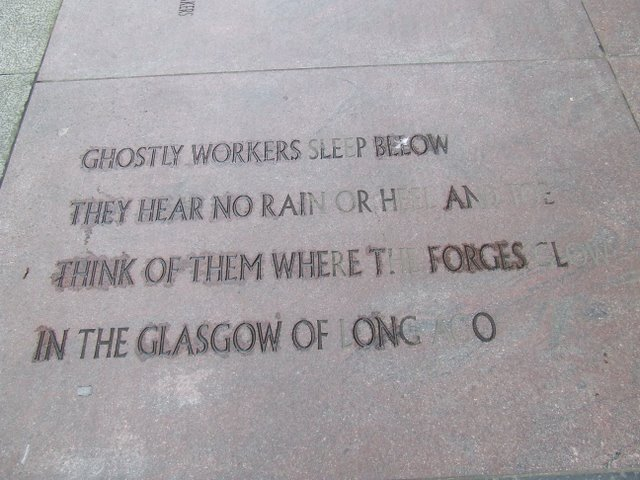
Poesía de Edwin Morgan inscrita en el pavimento de Candleriggs, Glasgow.

La poesía de Morgan se caracteriza por su diversidad de formas y estilos, desde el soneto hasta la poesía concreta. Morgan también estuvo influenciado por los poetas beat estadounidenses, cuyas ideas y lenguaje sencillos y accesibles fueron características destacadas de su obra. Sus Poemas reunidos aparecieron en 1990.
También tradujo desde el ruso, húngaro, francés, italiano, latín, español, portugués, alemán e inglés antiguo. Tradujo a autores como Eugenio Montale, Pablo Neruda, Bertolt Brecht, Pasternak, Marina Tsvetáyeva, Mayakovsky, Martynov, Yevgeny Yevtushenko, o Racine. Su traducción de Beowulf de 1952 se ha convertido en una traducción estándar en Estados Unidos.

## Obra

### Poesía
- Dies Irae, 1952
- The Vision of Cathkin Braes and Other Poems, William MacLellan, 1952
- The Cape of Good Hope,1955
- Starryveldt,1965
- Emergent Poems, 1967
- Gnomes, 1968
- The Second Life, 1968
- The Horseman's Word: Concrete Poems, 1970
- Twelve Songs, 1970
- Glasgow Sonnets, 1972
- Instamatic Poems, 1972
- From Glasgow to Saturn, 1973
- The Whittrick: a Poem in Eight Dialogues, 1973
- The New Divan, 1977
- Star Gate: Science Fiction Poems, 1979
- Grendel, 1982
- Poems of Thirty Years, 1982
- Takes/Grafts, 1983
- Sonnets from Scotland, 1984
- From the Video Box, 1986
- Newspoems, 1987
- Themes on a Variation, 1988
- Hold Hands Among the Atoms: 70 Poems, 1991
- Sweeping Out the Dark, 1994
- Virtual and Other Realities, 1997
- Demon, 1999
- Cathures, 2002
- A Book of Lives, 2007

### Traducciones
- Beowulf: A Verse Translation into Modern English,1952
- Sovpoems: Brecht, Neruda, Pasternak, Tsvetayeva, Mayakovsky, Martynov, Yevtushenko, 1961
- Poems from Eugenio Montale, 1959
- Selected Poems of Sándor Weöres and Selected Poems of Ferenc Juhász, 1970
- Wi the haill voice: 25 poems by Vladimir Mayakovsky, 1972
- Fifty Renascence Love-Poems, 1975
- Rites of Passage, 1976
- Selected poems by August Graf von Platen-Hallermünde, 1978
- Edmond Rostand's Cyrano de Bergerac: A New Verse Translation, 1992
- Fragments by József Attila, 1992
- St. Columba: The Maker on High, 1997
- Christopher Marlowe's Dr Faustus, 1999
- Jean Racine: Phaedra, 2000
- Attila József: Sixty Poems, 2001
- The Battle of Bannockburn, 2004

## Premios y reconocimientos
- 1972: PEN Memorial Medal, Hungría
- 1982: Orden del Imperio Británico
- 1983: Premio al Libro Escocés del Año por Poemas de Treinta Años
- 1985: Premio de Traducción Soros
- 1998: Premio Stakis 1998 al escritor escocés del año por realidades virtuales y otras realidades
- 2000: Medalla de Oro de la Reina a la poesía
- 2001: Premio de Traducción Oxford-Weidenfeld por Jean Racine: Phaedra
- 2002: Premio Andrew Fletcher de Saltoun[8]
- 2003: Premio Jackie Forster Memorial de Cultura
- 2003: Premio a la trayectoria literaria de 2003, otorgado por la Sociedad Saltire y el Consejo de las Artes de Escocia[8]
- 2007: Finalista del T. S. Eliot Prize por Un libro de vidas[7]
- 2008: Premio al Libro del Año del Consejo de las Artes de Escocia